# Nye Borgerliges Ungdom
Nye Borgerliges Ungdom er Nye Borgerliges officielle ungdomsorganisation, der blev stiftet i 2015. I marts 2024 nedlagde ungdomspartiet sig selv i kølvandet på opløsningen af Nye Borgerliges folketingsgruppe, men efter valget af Martin Henriksen som formand for Nye Borgerlige blev ungdomsorganisationen genoprettet i juni 2024 med Joachim Foged Brantz som ny formand.

## Historie
Nye Borgerliges Ungdom blev stiftet i efteråret 2015 under navnet Unge Nye Borgerlige. I oktober 2016 blev lærerstuderende Mikkel Bjørn, der tidligere havde været lokalformand i Konservativ Ungdom, men senere ekskluderet, valgt som den første landsmødevalgte formand. Samtidigt ændredes organisationens navn til Nye Borgerliges Ungdom.
Nye Borgerliges Ungdom var i første omgang med til at indsamle vælgererklæringer til Nye Borgerlige og førte siden valgkamp for partiet ved folketingsvalget 2019.
På Nye Borgerliges Ungdoms landsmøde 16. oktober 2021 blev Malte Larsen valgt som ny formand. Ved kommunalvalget 2021 blev 19-årige Malte Jäger valgt ind i Kerteminde Byråd, og blev dermed ungdomspartiets første folkevalgte medlem.
Ved folkeafstemningen om EU-forsvarsforbeholdet anbefalede Nye Borgerliges Ungdom at stemme nej.

### Opløsning og gendannelse
Efter at Nye Borgerliges folketingsgruppe i januar 2024 blev nedlagt, besluttede Nye Borgerliges Ungdom på et landsmøde den 3. marts 2024 at opløse sig selv med øjeblikkelig virkning. Efterfølgende udtalte Martin Henriksen, der på det tidspunkt var kandidat til den ledige formandspost i Nye Borgerlige, at han ville arbejde for at oprette en ny ungdomsafdeling, hvis han blev valgt til formandsposten for moderpartiet. Og efter at han blev valgt som formand, blev Nye Borgerliges Ungdom genoprettet på et møde på Christiansborg 3. juni 2024, hvor Joachim Foged Brantz samtidig blev valgt som formand for ungdomspartiet.

## Organisation
Nye Borgerliges Ungdoms øverste ledelse er forretningsudvalget som udgør otte medlemmer valgt på ungdomspartiets årlige landsmøde.
Medlemmer af Nye Borgerliges Ungdom er også medlemmer af Nye Borgerlige, og de er repræsenteret med NBU's formand i partiets hovedbestyrelse.

## Skolevalgsresultater
NBU deltog i skolevalgene i Danmark i 2017, 2019 og 2021, hvor organisationen opnåede henholdsvis 1,4 % (en tiendeplads), 1,5 % (en tiendeplads) og 3,6 % (en niendeplads)  af de afgivne stemmer blandt skoleelever. NBU deltog ikke i Skolevalg 2024, da Nye Borgerliges folketingsgruppe havde opløst sig selv i starten af januar 2024, og derfor ikke længere var opstillingsberettiget. Det er et krav for at kunne deltage i skolevalg, at moderpartiet er opstillingsberettiget.
| Valg | Formand      | Stemmer | %   | Mandater | +/-     | Mærkesag #1                          | Mærkesag #2                          | Mærkesag #3             |
| ---- | ------------ | ------- | --- | -------- | ------- | ------------------------------------ | ------------------------------------ | ----------------------- |
| 2017 | Mikkel Bjørn | 635     | 1,4 | 0 / 175  | Uændret | Hårdere straffe for vold og overgreb | Danmark skal melde sig ud af EU      | Permanent grænsekontrol |
| 2019 | Mikkel Bjørn | 920     | 1,5 | 0 / 175  | Uændret | Totalt asylstop                      | Hårdere straffe for vold og overgreb | Danmark ud af EU        |
| 2021 | Mikkel Bjørn | 1.741   | 3,6 | 7 / 175  | 7       | Afskaf arveafgiften                  | Hårdere straffe for vold             | Totalt asylstop         |